# Heinkel HD 40
Die Heinkel HD 40 war ein zur Beförderung von Zeitungen in den 1920er Jahren entwickeltes deutsches Frachtflugzeug der Ernst Heinkel Flugzeugwerke in Warnemünde. Das Kürzel „HD“ steht für „Heinkel Doppeldecker“.

## Entwicklung
Nach den positiven Erfahrungen mit dem Betrieb des Zeitungsflugzeugs HD 39 gab der Ullstein Verlag 1927 bei Heinkel zwei weitere in Auftrag, die aber in der Lage sein sollten, mehr Fracht zu befördern. Der Entwurf der HD 40 wurde deshalb etwas größer gehalten und der Rumpf erhielt aus Festigkeitsgründen einen Stahlrohrrahmen im Gegensatz zum ganz aus Holz konstruierten Vorgänger. Auch wurde ein stärkerer Motor BMW VI verwendet. Die beiden gebauten Exemplare mit den Werknummern 267 und 268 erhielten die firmeninterne Bezeichnung HD 40/I. Wie auch schon die HD 39 wurden sie mit einer auffälligen schwarz-gelben Farbgebung und dem B.Z.-Schriftzug, der Zeitschrift, die sie befördern sollten, versehen. Aber noch bevor sie ihren Dienst aufnehmen konnten, wurde das erste Flugzeug während der Abnahmeflüge bei der DVL in Berlin-Adlershof noch vor Erteilung der Zulassung bei einer Bruchlandung, ausgelöst durch Motorversagen, am 19. Mai 1927 zerstört. Die zweite HD 40 erhielt am 10. Juni des Jahres das Kennzeichen D–1200, ging aber bereits im darauffolgenden Monat am 27. Juli ebenfalls wegen Triebwerksproblemen in Stettin zu Bruch.
Es entstand noch ein drittes, als HD 40/II bezeichnetes Exemplar mit der Werknummer 274, das aber nicht von Ullstein, sondern von der DVL und damit von staatlicher Stelle geordert wurde. Es wurde offiziell als Verkehrsflugzeug deklariert, war aber im Zuge der verdeckten Aufrüstung des Deutschen Reichs als behelfsmäßiger Nachtbomber geplant. Dazu sollte es in die Sowjetunion verbracht und in den dort eingerichteten geheimen deutschen Stützpunkten getestet werden. Mit dem Kennzeichen D–1180 versehen wurde die HD 40 bei der Überführung zur Basis Tomka am 15. Juli 1928 unter nicht näher geklärten Umständen schwer beschädigt und anschließend an der Fliegerschule in Lipezk behelfsmäßig instand gesetzt. In der weiteren Nutzung soll sie in Tomka zum versuchsweisen Versprühen chemischer Kampfstoffe und auch in Lipezk zur Erprobung von Richtgeräten und Vorrichtungen zum Bombenabwurf verwendet worden sein. Im April 1931 wurde sie für eine Grundüberholung in Deutschland vorgesehen. Ob und wann diese erfolgte, kann nicht mehr nachvollzogen werden. Schließlich erfolgte im September 1933 die Löschung aus dem Register.

## Konstruktion
Die HD 40 ist ein stark gestaffelter, einstieliger, verspannter Doppeldecker in Holz-Metall-Gemischtbauweise. Den Rumpf bildet ein Stahlrohrrahmen mit viereckigem Querschnitt, gewölbtem Rücken und zum Heck in einer senkrechten Schneide auslaufend. Der Frachtraum (Maße 1,2 m × 1,4 m × 1,0 m) mit ausbaubarer Abwurfvorrichtung befindet sich direkt unter der mit zwei nebeneinanderliegenden Sitzen ausgestatteten Pilotenkanzel. Dahinter schließt sich die Passagierkabine mit den Abmessungen 1,8 m × 1,2 m × 3,0 m an, in der bis zu sechs Personen Platz finden.
Das Tragwerk ist aus Holz gearbeitet und aus zwei Kastenholmen, Sprucegurten und Sperrholzstegen gebildet. Zwischen den Holmen besteht die Beplankung ebenso wie die Flügelvorderkante aus Sperrholz, der übrige Teil ist mit Stoff bespannt. Ober- und Unterflügel sind durch N-Stiele miteinander verbunden. Die untere Tragfläche weist eine leichte V-Stellung von 2° auf. Im Oberflügel ist der Kraftstofftank mit einem Fassungsvermögen von 700 Litern untergebracht. Das Leitwerk besteht aus mit Stoff bespannten Stahlrohrrahmen und besitzt ausgeglichene Ruder und eine im Flug verstellbare Höhenflosse.
Das achsenlose, starre Hauptfahrwerk hat eine Spurbreite von 3,36 Metern. Am Heck ist ein Schleifsporn angebracht.

## Technische Daten

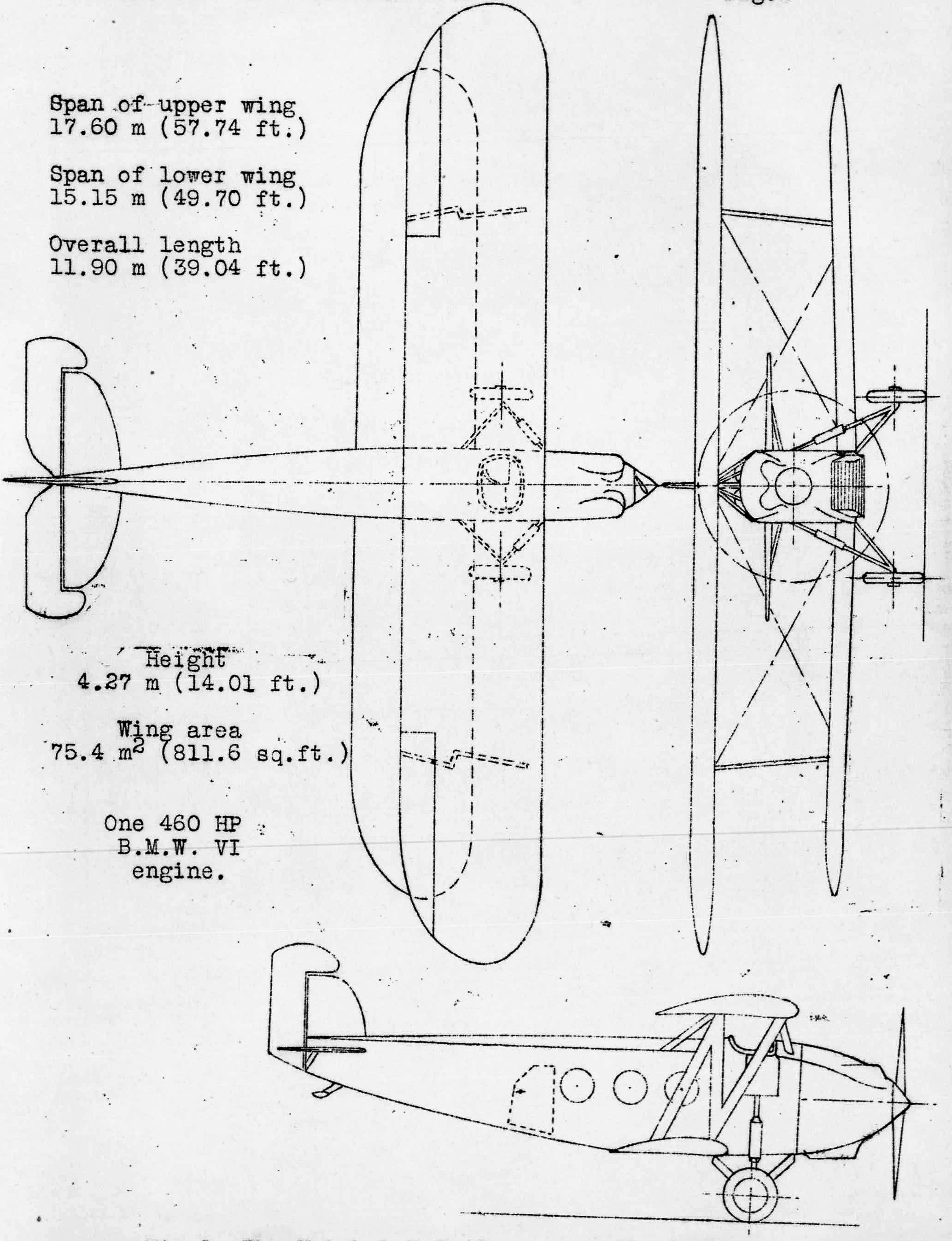
Dreiseitenriss

| Kenngröße                                | Daten                                                             |
| ---------------------------------------- | ----------------------------------------------------------------- |
| Besatzung                                | 2                                                                 |
| Passagiere                               | 4–6                                                               |
| Länge                                    | 11,9 m                                                            |
| Spannweite                               | oben 17,6 m unten 15,15 m                                         |
| Höhe                                     | 4,92 m                                                            |
| Flügelfläche                             | 75,4 m²                                                           |
| Leermasse                                | 2250 kg                                                           |
| Zuladung                                 | 1600 kg                                                           |
| Nutzlast                                 | 1000 kg                                                           |
| Startmasse                               | 3850 kg                                                           |
| Antrieb                                  | ein flüssigkeitsgekühlter Zwölfzylinder-Viertakt-V-Motor          |
| Typ                                      | BMW VI 5,5                                                        |
| Startleistung Nennleistung Dauerleistung | 630 PS (463 kW) 600 PS (441 kW) am Boden 500 PS (368 kW) am Boden |
| Kraftstoffvolumen                        | 700 l                                                             |
| Höchstgeschwindigkeit                    | 163 km/h                                                          |
| Landegeschwindigkeit                     | 85 km/h                                                           |
| Steigzeit                                | 9,5 min auf 1000 m                                                |
| Gipfelhöhe                               | 3500 m bei maximaler Zuladung                                     |
| Flugdauer                                | 4,0 h                                                             |